# Aleksander Potyrała
Aleksander Potyrała (ur. 12 października 1902 w Grudnej Górnej, zm. 26 listopada 1964 w Gdańsku) – polski inżynier okrętownictwa, profesor Politechniki Gdańskiej oraz kierownik Katedry Konstrukcji Okrętów na tej uczelni. Współtwórca Polskiego Rejestru Statków.

## Życiorys
Urodził się 12 października 1902 w Grudnej Górnej, powiecie pilzneńskim w chłopskiej rodzinie Jana i Antoniny z Maziarków. W 1926 roku ukończył studia wyższe w Wolnym Mieście Gdańsku na Danziger Technische Hochschule (obecnie Politechnika Gdańska) na Fakultät für Schiffs und Flugtechnik (Wydziale Okrętowo-Lotniczym). Był współzałożycielem Koła Studentów Polaków Techniki Okrętowej „Korab”. W latach 1926–1930 pracował w Danziger Werft jako konstruktor, a w latach 1930–1934 w Stoczni Modlińskiej na stanowisku kierownika biura konstrukcyjnego. W maju 1934 roku rozpoczął pracę w służbie technicznej Kierownictwa Marynarki Wojennej, gdzie od 1936 roku aż do rozpoczęcia II wojny światowej pełnił funkcję instruktora budowy okrętów. Zaprojektował jednostki dla Marynarki Wojennej (np. trałowce typu Jaskółka, kuter patrolowy ORP Batory), opracował także dokumentację techniczną zamówienia na okręty podwodne typu Orzeł. W 1938 roku organizował Polski Rejestr Żeglugi Śródlądowej.
W czasie wojny pracował w Dyrekcji Wodociągów i Kanalizacji w Warszawie. Członek AK (ps. „Tarnowski”), w Wydziale Marynarki Wojennej („Alfa”, Ostryga”) Komendy Głównej, z rozkazu której w 1943 zorganizował na tajnej Politechnice Warszawskiej kurs budownictwa okrętowego. Uczestnik powstania warszawskiego (walczył w Śródmieściu, I Obwód „Radwan”), opuścił miasto z ludnością cywilną.
W okresie 1945–1949 organizator i dyrektor Państwowego Liceum Budownictwa Okrętowego „Conradinum” w Gdańsku. Równocześnie w 1945 roku organizował (z Aleksandrem Rylke) Wydział Budowy Okrętów Politechniki Gdańskiej, na którym objął Katedrę Architektury Okrętów. Współorganizator i w latach 1956–1958 dziekan Wydziału Budowy Okrętów. W 1946 roku zorganizował Polski Rejestr Statków, którego był dyrektorem do roku 1953. Od 1953 roku był członkiem redakcji czasopisma „International Shipbuilding Progress”.
Był mężem Marii z Bajgerowiczów, ojcem Krystyny i Jacka.

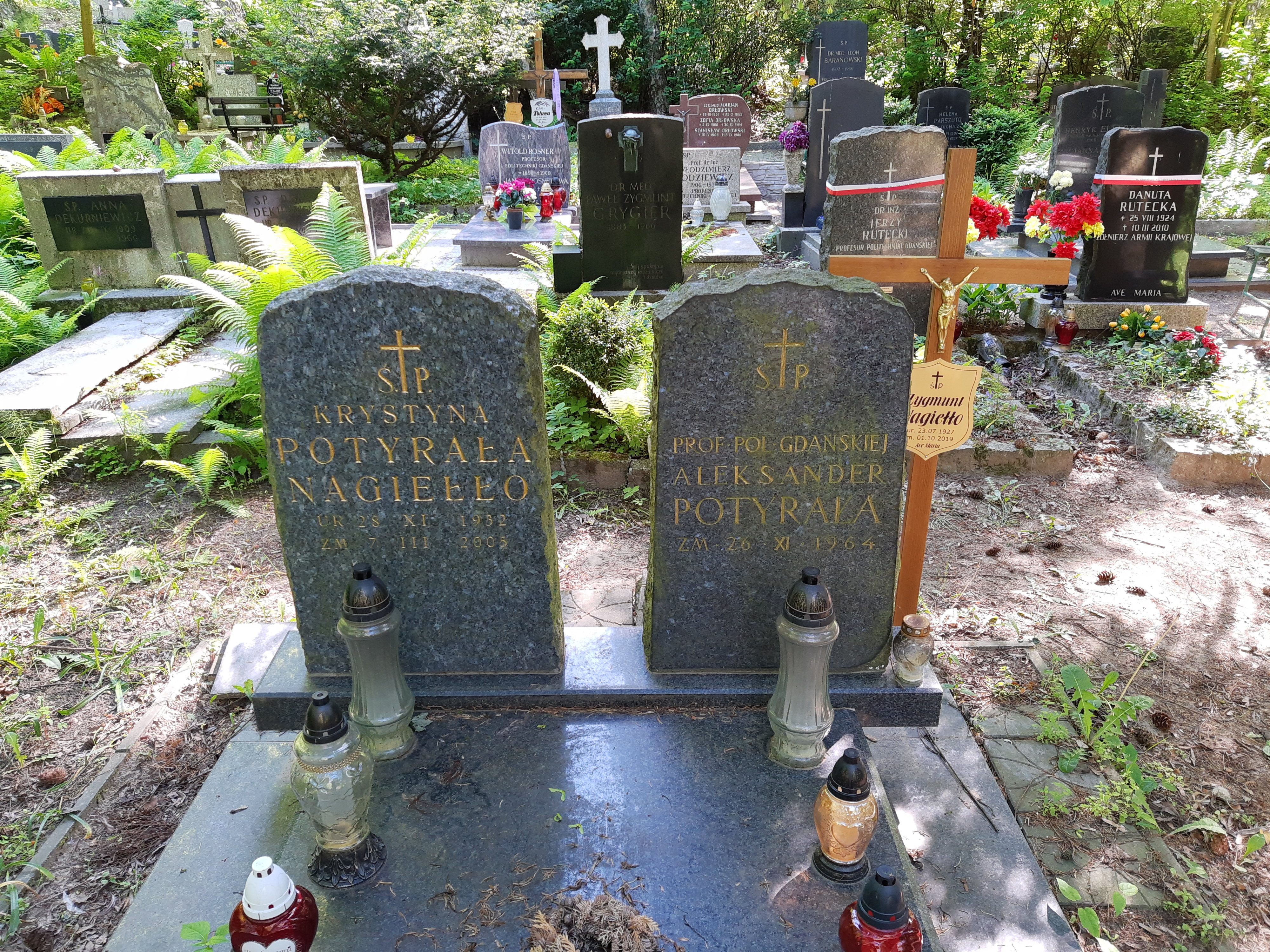
Grób prof. Aleksandra Potyrały na cmentarzu Srebrzysko

Pochowany na Cmentarzu Srebrzysko w Gdańsku (rejon IX, kwatera profesorów-3-11/12).

## Ordery i odznaczenia
- Złoty Krzyż Zasługi
- Srebrny Krzyż Zasługi (11 listopada 1936)[4]
- Odznaka 1000-lecia Państwa Polskiego
- Medal Zwycięstwa i Wolności 1945
- Złota Odznaka Honorowa NOT
- Srebrna Odznaka Honorowa NOT
- Medal 500-lecia powrotu Gdańska do Macierzy

## Publikacje
- Wstęp do architektury okrętów (1949)
- Budowa kadłuba okrętowego (1954)
- Konstrukcja kadłuba okrętowego (1967)